# بيل لانغ
بيل لانغ (بالإنجليزية: Bill Lang)‏ هو مجدف بريطاني، ولد في 18 مارس 1956 في بيتسبرغ في الولايات المتحدة.

## وصلات خارجية
- بيل لانغ على موقع الاتحاد الدولي للتجديف (الإنجليزية)
- بيل لانغ على موقع أوليمبيديا (الإنجليزية)